# 아시아와 오세아니아의 세계기록유산
본 목록은 국명의 경우 한글자모순, 기록물의 경우 등재 순으로 정렬되어 있다.

### 네팔
- 니스바사트바상히타 필사본 / Niśvāsattatvasaṃhitā Manuscript (국가기록원 , 2013년)
- 수슈루타삼히타(사호타르탕가라) 필사본 / Susrutamhita (Sahottartantra) manuscript (카이저 도서관 , 2013)

### 뉴질랜드
- 여성참정권 청원서 / The 1893 Women’s Suffrage Petition (뉴질랜드 국립기록보존소 소장 , 1997)
- 와이탕이 조약 문서 / The Treaty of Waitangi (뉴질랜드 국립기록보존소 소장 , 1997)
- 에드먼드 힐러리 경 기록물 / Sir Edmund Hillary Archive (뉴질랜드 오클랜드 박물관 소장 , 2015)

### 대한민국
- 조선왕조실록 / Annals of the Choson Dynasty (서울대 규장각, 1997)
- 훈민정음 해례본 / Hunmin Jeongum Manuscript (간송 미술관 소장, 1997)
- 불조직지심체요절 하권 / Baegun hwasang chorok buljo jikji simche yojeol (vol.II), the second volume of (프랑스 국립도서관, 2001)
- 승정원일기 / Seungjeongwon Ilgi, the Diaries of the Royal Secretariat (서울대 규장각, 2001)
- 조선왕조의궤 / Uigwe: The Royal Protocols of the Joseon Dynasty (서울대 규장각, 2007)
- 고려대장경판 및 제경판 / Printing woodblocks of the Tripitaka Koreana and miscellaneous Buddhist scriptures (해인사 소장, 2007)
- 동의보감 / Donguibogam: Principles and Practice of Eastern Medicine (국립중앙도서관 및 장서각 소장, 2009)
- 일성록 / Ilseongnok: Records of Daily Reflections (서울대 규장각, 2011)
- 1980년 인권기록유산 5.18 광주 민주화운동 기록물 / Human Rights Documentary Heritage 1980 Archives for the May 18th Democratic Uprising against Military Regime, in Gwangju, Republic of Korea (광주광역시청·대한민국 육군본부·대한민국 국회도서관 등 소장, 2011)
- 난중일기 : 이순신 장군의 진중일기 / Nanjung Ilgi: War Diary of Admiral Yi Sun-sin (문화재청 현충사 관리소, 2013)
- 새마을운동 기록물 / Archives of Saemaul Undong (New Community Movement) (새마을운동 중앙회, 2013)
- 한국의 유교책판 / Confucian Printing Woodblocks in Korea (한국국학진흥원, 2015)
- KBS 특별생방송 ‘이산가족을 찾습니다’ 기록물 / The Archives of KBS Special Live Broadcasting ‘Finding Dispersed Families’ (한국방송공사, 국가기록원, 한국갤럽조사연구소 2015년)
- 조선왕실 어보와 어책 / Royal Seal and Investiture Book Collection of the Joseon Dynasty (국립고궁박물관, 2017년)
- 국채보상운동 기록물 / Archives of the National Debt Redemption Movement (한국금융사박물관·국사편찬위원회·국가기록원·독립기념관·국립고궁박물관·국채보상운동기념사업회·한국연구원·서울대학교 중앙도서관·고려대도서관·연세대 학술정보원 등, 2017년)
- 조선통신사에 관한 기록 - 17세기~19세기 한일 간 평화구축과 문화교류의 역사/ Documents on Joseon Tongsinsa/Chosen Tsushinshi(Korean Embassies): The History of Peace Building and Cultural Exchanges between korea and Japan from the 17th to 19th Century (서울대학교 규장각한국학연구원·국립중앙도서관·국사편찬위원회 외 25곳, 2017년)
- 4.19혁명 기록물/Archives of the April 19 Revolution (국가 기록원•국회•연세대학교 기록원•4.19 기념사업회• 개인 등, 2023)
- 동학농민혁명 기록물/Archives of the Donghak peasant Revolution (동학농민혁명기념제단•국가기록원•국립고궁박물관•국립중앙도서관•국사편찬위원회•독립기념관•국사편찬위원회•독립기념관•고려대학교 도서관 등, 2023)

### 동티모르
• 국가의 탄생에 대하여: 전환점 (2013)

### 레바논
- 레바논 산에 있는 나흐르 엘 칼브 기념 석비 / Commemorative Stela of Nahr el-Kalb, Mount Lebanon (레바논 산 , 2005)
- 페니키아 알파벳 / The Phoenician Alphabet (베이루트 국립박물관 , 2005)

### 말레이시아
- 세자라 말라유(말레이 연대기) / Sejarah Melayu (말레이시아 어문연구소 , 2001)
- 마지막 크다 술탄(재위:1882~1943)의 문서/ Correspondence of the late Sultan of Kedah (말레이시아 국립기록보존소 케다·페를리스 분원 , 2001)
- 히카야트 항투아 / Hikayat Hang Tuah (말레이시아 국립도서관 , 2001)
- 트렝가누의 바투 베수랏(트렝가누의 돌에 새긴 비문) / Batu Bersurat, Terengganu (Inscribed Stone of Terengganu) (트렝가누 주립박물관 , 2009)
- 판지 설화 필사본 (2017)
- 미사 멜라유 MSS 6 (2023)

### 몽골
- 몽골의 텐규르 / Mongolian Tanjur (몽골국립도서관 , 2011)
- 알탄 톱치 / Lu. “Altan Tobchi” : Golden History written in 1651 (몽골국립도서관 , 2011)
- 아홉 종류의 보석으로 쓴 칸규르 / Kanjur Written with 9 Precious Stones (몽골리아 국립도서관 , 2013)
- 몽골 텐규르 기념 석비(2017)
- 할하부 초투 콩 타이지 문학비 (2023)

### 미안마
• 마하라우카마라제인(쿠도도) 석장경 불탑들 (2013)
• 4개 언어가 새겨진 미야제디 석주 명문 (2015)
• 버마의 얼라웅퍼야 왕이 영국의 조지 2세에게 보낸 황금 편지 (2015)
• 바인나웅 왕의 종에 새겨진 명문 (2017)

### 방글라데시
• 3월 7일에 발표된 봉고본두 셰이크 무지부르 라흐만의 역사적인 연설 (2017)

### 베트남
- 응우엔 왕조의 목판 / Woodblocks of Nguyen Dynasty (베트남 국가기록보관소 , 2009)
- 레 왕조와 막 왕조(1442~1779)의 과거 시험 관련 석판 기록 / Stone Stele Records of Royal Examinations of the Le and Mac Dynasties (1442-1779) (반미우츠워투함 과학-문화 활동센터 , 2010)
- 응우옌 왕조의 황실 기록물(1802~1945) (2017)

### 사우디아라비아
- 최초의 이슬람 쿠픽체 암각 명문 / Earliest Islamic (Kufic) Inscription (카아 알 무아타딜 , 2003)
- 고대 아라비아 석조 명문 (2023)

### 스리랑카
- 네덜란드 동인도회사 기록보관소 / Archives of the Dutch East India Company (남아프리카공화국, 인도, 스리랑카, 인도네시아, 네덜란드 각국의 기록보관실 , 2003)
- 인도양의 쓰나미 관련 기록물 (2017)
- 마하왕사 (2023)

### 오만
• 무아딘 알 아스라리 피 엘림 알 바하리 (2017)

### 오스트레일리아
- 마보 사건 소송 기록 / The Mabo Case Manuscripts (오스트레일리아 국립도서관 , 2001)
- 제임스 쿡의 인데버 호 항해 일지 / The Endeavour Journal of James Cook (오스트레일리아 국립도서관 , 2001)
- 켈리 강의 이야기(1906) / The Story of the Kelly Gang (1906) (오스트레일리아 국립영상자료원 , 2007)
- 오스트레일리아의 유죄판결 기록 / The Convict Records of Australia (태즈메이니아 기록관 , 2007)

### 우즈베키스탄
- 알 비루니 동양학연구소의 컬렉션 / The Collection of the Al-Biruni Institute of Oriental Studies (우즈베키스탄 타쉬켄트 소재 학술원 , 1997)
- 오스만의 무스하프 코란 / Holy Koran Mushaf of Othman (우즈베키스탄 타쉬켄트 이슬람위원회 , 1997)
- 히바 칸국의 관청 기록물 (2017)
- 부하라 토후국 쿠시베기 문서고 자료실 (2023)

### 이란
- 라비라시디 기증 증서: 13세기 필사본 / The Deed For Endowment: Rab’ I-Rashidi (Rab I-Rashidi Endowment) 13th Century manuscript (이란 타브리즈 중앙도서관 , 2007)
- 바야상고르 왕자본 샤나메 / “Bayasanghori Shâhnâmeh” (Prince Bayasanghor’s Book of the Kings) (이란 문화유산관광기구 , 2007)
- 사파비 왕조 아스탄-에 쿠즈 라자비 행정 기록 문서 / Administrative Documents of Astan-e Quds Razavi in the Safavid Era (아스탄-에 쿠즈 라자비 도서관 , 2009)
- 네자미의 『판지 간지』 컬렉션 / Collection of Nezami’s Panj Ganj (세파흐살라르 도서관 , 2011)
- 앗-타프힘 리아와일시나-아티 앗 탄짐 / Al-Tafhim li Awa’il Sana’at al-Tanjim (이슬람국회박물관도서관 , 2011)
- 점성술의 구성요소에 관한 지도서 / Al-Tafhim li Awa'il Sana'at al-Tanjim]] (국가 기록 및 외교역사 센터 , 2011)
- 자히레이 화레즘샤이 / Dhakhīra-yi Khārazmshāhī]] (세파살라 도서관 , 2013)
- 이란 카자르 왕조 시대(1779~1925, 이슬람력 1193~1344)의 엄선된 지도 컬렉션 (2013)
- 왕국들의 도로망 (2015)
- 사디의 쿨리야트 (2015)
- 자메알타와리크(2017)
- 카자르 왕조 통치하의 외교 문서집 (2023)
- 사피 앗딘 아르다빌리 문서 기록물 (2023)

### 이스라엘
- 로스차일드 문집 / Rothschild Miscellany (이스라엘 박물관 , 2013)
- 증언의 페이지 컬렉션, 야드바셈 예루살렘, (1954-2004) / Pages of Testimony Collection, Yad Vashem Jerusalem, 1954-2004 (홀로코스트 순교자와 영웅 추모관 , 2013)
- 알레포 코덱스 / Aleppo Codex, (이스라엘 박물관, 2015)
- 아이작 뉴턴 경의 기록물 (2015)
- 이스라엘 민담 기록보관소 (2017)

### 인도
- 타밀 의학자료 필사본 컬렉션 / The I.A.S. Tamil Medical Manuscript Collection (아시아학 연구소 필사본관 , 1997)
- 네덜란드 동인도회사 기록보관소 / Archives of the Dutch East India Company (남아프리카공화국, 인도, 스리랑카, 인도네시아, 네덜란드 각국의 기록보관실 , 2003)
- 퐁디셰리 프랑스 연구소에 소장된 필사본/ Saiva Manuscripts in Pondicherry (푸두체리 소재 프랑스연구소 및 프랑스 극동학교, 2005)
- 리그베다 삼히다, 리그베다 삼히타-파다파타, 리그베다-삼히타바샤/ Rigveda (인도 반다카르 연구소 , 2007)
- 라즈후칼라차크라탄트라자티카(비말라프라바) / Laghukālacakratantrarājatikā(Vimalaprabhā) (인도 아시아 협회 , 2011)
- 타리크 에 칸단 에 티무리야 / TARIKH-E-KHANDAN-E-TIMURIYAH (Khuda Bakhsh 동양 공공 도서관 , 2011)
- 샨티나타 차리트라 / Shāntinātha Charitra (구자라트 대학교, 2013)
- 길기트 필사본 (2017)
- 미륵내시경 (2017)
- 아비나바 굽타 원고집 (2023)

### 인도네시아
- 네덜란드 동인도회사 기록물 / Archives of the Dutch East India Company (남아프리카공화국, 인도, 스리랑카, 인도네시아, 네덜란드 각국의 기록보관실 , 2003)
- 라 갈리고 / La Galigo (라 갈리고 박물관 외 1곳 , 2011)
- 나가라크르타가마(서기 1365년) 또는 '왕국순행기'/ Nāgarakrĕtāgama or Description of the Country (1365 AD) (인도네시아 국립도서관 , 2013)
- 바밧 디포느고로, 자와의 왕자이자 인도네시아의 국민 영웅이며 범이슬람주의자인 디포느고로(1785~1855)왕자의 자전적 연대기/ Babad Diponegoro or Autobiographical Chronicle of Prince Diponegoro (1785-1855). A Javanese Nobleman, Indonesian National Hero and Pan-Islamist (인도네시아 국립도서관, KITLV 도서관 , 2013)
- 아시아아프리카회의 기록물 (2015)
- 보로부두르 사원 보존에 관한 기록물 (2017)
- 인도양의 쓰나미 관련 기록물 (2017)
- 판지 설화 필사본 (2017)
- 수카르노 1960년 9월 30일 연설문 (2023)
- 하카야트 아체 (2023)

### 일본
- 야마모토 사쿠베이 컬렉션 / Sakubei Yamamoto Collection (야마모토가(家) , 2011)
- '게이초켄오시세쓰'의 유럽 방문 관련 자료 / Materials Related to the Keicho-era Mission to Europe Japan and Spain (센다이 시립 박물관 , 2013)
- 미도칸파쿠키 : 후지와라노 미치나가의 원본 친필 일기 / Midokanpakuki: the original handwritten diary of Fujiwara no Michinaga (요메이 분코 재단 , 2013)
- 도지햐쿠고몬조 (2015)
- 마이즈루항으로의 귀한 - 일본인 억류 및 송환에 관한 문서 (2015)
- 고대 고즈케 구니의 귀중한 석비 (2017)
- 조선통신사에 관한 기록 - 17세기~19세기 한일 간 평화구축과 문화교류의 역사 (2017)
- 엔닌 일대기 (2023)

### 조선민주주의인민공화국
- 무예도보통지 // Comprehensive Illistrated Manual of Martial arts (조선민주주의인민공화국 인민대학습당·대한민국 서울대 규장각·한국학중앙연구원 장서각·국립중앙도서관, 2017)
- 혼천전도 // Hon chon Jon Do (인민대학습당, 2023)

### 중화인민공화국
- 중국 전통 음악 녹음 기록 / Traditional Music Sound Archives (중화인민공화국 예술원 음악연구소 , 1997)
- 청 왕조 내각 문서 - '서양 문화의 중국 침투' / Records of the Qing’s Grand Secretariat (중화인민공화국 제1 역사기록관 , 1999)
- 고대 나시족 둥바 문헌 필사본 / Ancient Naxi Dongba Literature Manuscripts (중화인민공화국 윈난성 기록보관소 , 2003)
- 청 왕조의 금방 / Golden Lists of the Qing Dynasty Imperial Examination (중화인민공화국 국가기록국 , 2005)
- 청 왕조의 양시 레이 고문서 / Qing Dynasty Yangshi Lei Archives (중화인민공화국 국립도서관 , 2007)
- 본초강목 (약물 개요서) / (本草纲目) / Compendium of Materia Medica (중국 중의학연구원 도서관 , 2011)
- 황제내경 / (黄帝内经) / Yellow Emperor’s Inner Canon (중국 국립도서관 , 2011)
- 원나라 때의 티베트 공식 기록물(1304-1367) / Official Records of Tibet from the Yuan Dynasty China, 1304-1367 (서장 자치구 기록보관소 , 2013)
- 치아오피와 인신 , 해외에서 화교들이 보낸 서신 및 문서 / Qiaopi and Yinxin: Correspondence and Remittance Documents from Overseas Chinese (광동 지자체 기록원 , 2013)
- 난징 대학살 기록물 (2015)
- 쑤저우 비단에 관한 근현대 기록물 (2017)
- 중국의 갑골문 (2017)
- 청나라 대의 마카오 공식 기록물(1693~1886) (2017)
- 마카오 콩탁람 사원(1645~1980) 기록 보관소 및 원고 (2023)
- 티베트 의학 목판화 (2023)

### 카자흐스탄
- 코자 아흐메드 야사위 필사본 컬렉션 / Collection of the manuscripts of Khoja Ahmed Yasawi (카자흐스탄 공화국 국립도서관 , 2003)
- 국제 반핵운동 단체 ‘네바다-세미팔라틴스크’ 컬렉션 / Audiovisual documents of the International antinuclear movement “Nevada-Semipalatinsk” (카자흐스탄공화국 중앙문서기록원 , 2005)
- 아랄 해 기록물 군 (2011)

### 키르기스스탄
• 키르기스스탄 서사시 '마나고스'의 원고 (2023)

### 캄보디아
- 투올슬렝 학살 박물관 기록물 / Tuol Sleng Genocide Museum Archives (투올 슬랭 학살 박물관 , 2009)
- 판지 설화 필사본 (2017)

### 타지키스탄
- 우바이드 자코니의 『쿨리야트』와 하피즈 셰로지의 『가잘리트』 필사본(14세기) / The manuscript of Ubayd Zakoni’s Kulliyat and Hafez Sherozi’s Gazalliyt(XIV century) (타지키스탄공화국 과학원 동양학·기록유산연구소 , 2003)

### 태국
- 랑 캄행 국왕 비문 / King Ram Khamhaeng Inscription (방콕 국립박물관 , 2003)
- 출랄롱코른 왕의 시암 개혁에 관한 고문서(1868~1910) / Archival Documents of King Chulalongkorn's Transformation of Siam (1868-1910) (태국 국립도서관 , 2009)
- 왓 포 사원의 금석 기록물 / Epigraphic Archives of Wat Pho (프라 다마 판야보디 , 2011)
- “시암 소사이어티 이사회 의사록”, 예술과 과학 연구 및 지식 보급을 위한 국제 협력에 관한 100년간의 기록 / "The Minute Books of the Council of the Siam Society", 100 years of recording international cooperation in research and the dissemination of knowledge in the arts and sciences (국왕 후원 샴 사회 , 2013)
- 네거티브 유리 건판 및 인화 사진 원본으로 구성된 왕실 컬렉션 (2017)
- 왓 프라타 파늄 사원 패엽 기록물 모음 (2003)

### 파키스탄
- 진나 기록물(콰이드 이 아참) / Jinnah Papers (Quaid-I-Azam) (파키스탄 국립문서기록원 , 2009)

### 피지
- 인도인 계약노동자에 관한 기록 / Records of the Indian Indentured Labourers (트리니다드토바고 국립사료실 , 2011)

### 필리핀
- 필리핀 고문자- 하누누, 부이드, 타그반와 및 팔라완/ Philippine Paleographs(Hanunoo, Buid, Tagbanua and Pala’wan) (민도로 및 팔라완 , 1999)
- 필리핀 피플파워 라디오 방송 / Radio Broadcast of the Philippine People Power Revolution (필리핀 홍보처 , 2003)
- 호세 마세다 컬렉션 / José Maceda Collection (필리핀 대학교, 2007)
- 마누엘 L. 케손 대통령의 문헌 / Presidential Papers of Manuel L. Quezon (미시간대학교 도서관 , 2011)

## 같이 보기
| - 아프리카의 세계기록유산 - 유럽의 세계기록유산 - 아메리카의 세계기록유산 - 국제 기구의 세계기록유산 | - 세계유산 - 세계기록유산 - 세계무형유산 - 세계유산 잠정목록 |